# Ardingly College

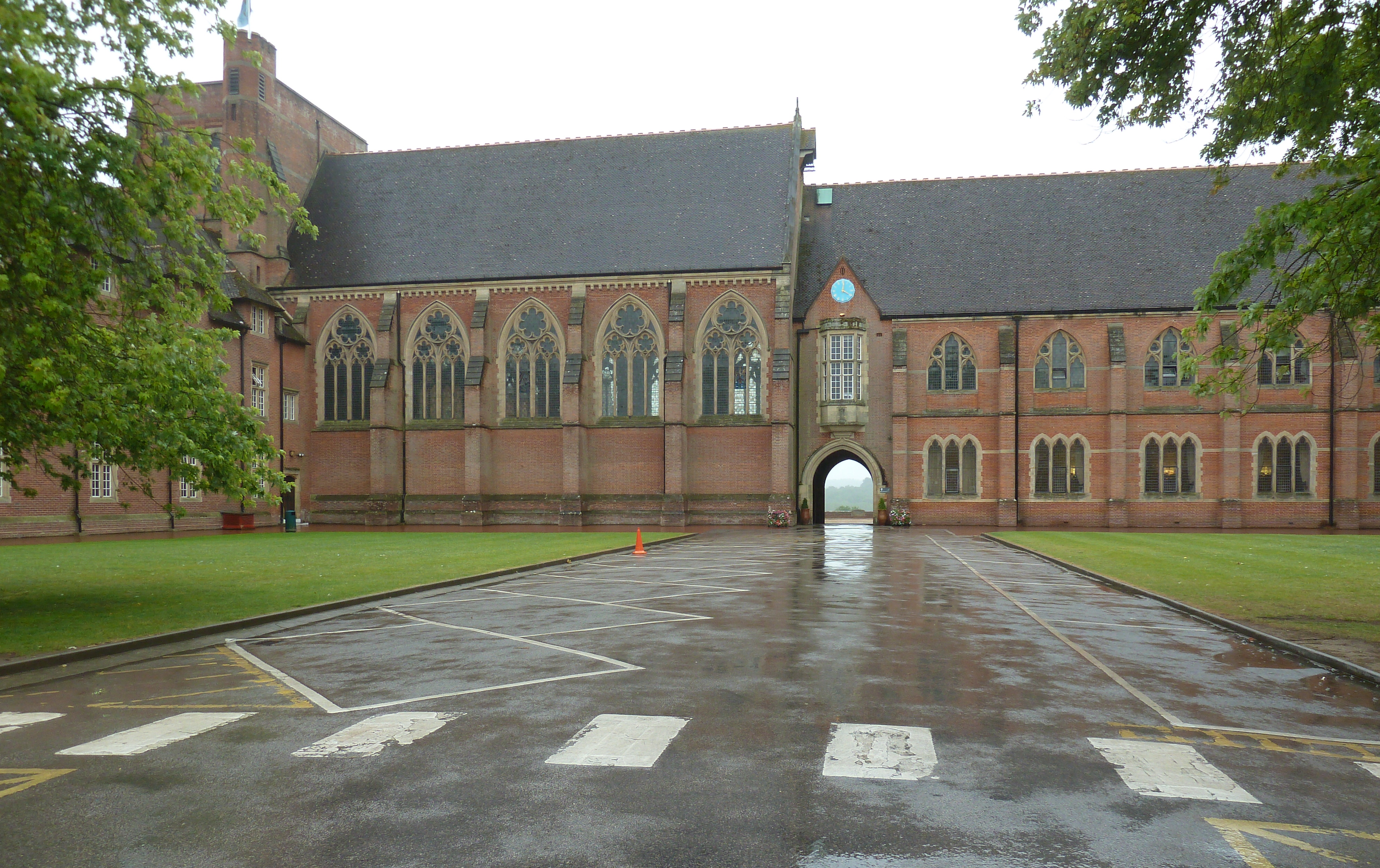
Ardingly College

Ardingly College is een public school (een kostschool) nabij Ardingly, West Sussex in Engeland. Ardingly College werd gesticht in 1858 door Nathaniel Woodard. 

## Alumni
- Ian Hislop
- Sir David Manning
- Max Chilton
- Mike Hawthorn
- Terry-Thomas
- Neil Gaiman
- Frank Williams
- Mark Letheren